# Хвойник Жерарда
Хвойник Жерарда, или Хвойник Жерара (лат. Ephedra gerardiana) — вид растений рода Хвойник (Ephedra) семейства Хвойниковые (Ephedraceae).
Вид назван в честь английского ботаника Джона Джерарда.

## Распространение и экология
Западная Сибирь и Восточная Сибирь, Китай, Индия, Непал, Пакистан, Афганистан. На скалах, каменистых склонах, ледниковых моренах, в каменисто-щебнистых степях в среднем и верхнем горных поясах на высотах 1000—2500 м над уровнем моря.

## Ботаническое описание
Небольшой кустарничек до 15 (20) см высотой. Корневище вертикальное, иногда довольно толстое, одревесневающее, в верхней части ветвистое. Ветви прямые или слегка дуговидные, вверх торчащие, слабошероховатые или гладкие, желтовато-зеленые, позднее становятся светло-коричневыми. Веточки короткие, жесткие, бороздчатые, состоят из 3—5 междоузлий 0,8—1,5 см × 1—2 мм. Листья супротивные, 2—2,5(3)×1—1,5 мм, сросшиеся на ⅔ их длины, выемка неглубокая, тупоугольная, реже округлая, зубцы не превышают ¼ всего влагалища, островатые. Влагалища пленчатые, вначале в верхней части светлые; при основании более или менее утолщенные, почти до середины коричневые, позднее становятся почти полностью темно-коричневыми или черно-коричневыми, лишь в зоне срастания листьев — более светло-коричневыми; со временем здесь появляются беловатые выпуклые клетки. К концу вегетации влагалища разрываются и сохраняются лишь в виде 2 ланцетных, почти черно-коричневых чешуек 2—2,5 (3) мм длиной.
Mикpoкoнстpoбилы одиночные или по 2 на узлах, 2—5×2 мм, сидячие; кроющие чешуи в числе 3—4 (6) пар. Тычиночная колонка выступает на ½ её длины, с 5—8 сидячими пыльниками. Meгакoнстpoбилы одиночные, сидячие или на коротких (0,5—1 мм) ножках, яйцевидно-продолговатые, 6—7 мм длиной; кроющих чешуй 2—3 пары, верхняя из них срастается на ⅔ своей длины. Meгастpoбилы выступают из чешуй или скрыты ими. Зрелые мегастробилы красные, мясистые, почти шаровидные, 5—7 мм диаметре. Mикpoпиляpная трубка около 1 мм длиной, прямая или изогнутая, на верхушке лопастная. Семена по 1 (редко по 2), продолговатые или яйцевиднопродолговатые, 4—5×3 мм, на верхушке притуплённые.
2n = 14, 28, 56.